# Stygionympha vansoni
Stygionympha vansoni är en fjärilsart som beskrevs av Terence Dale Pennington 1953. Stygionympha vansoni ingår i släktet Stygionympha och familjen praktfjärilar. Inga underarter finns listade i Catalogue of Life.